# 北港線

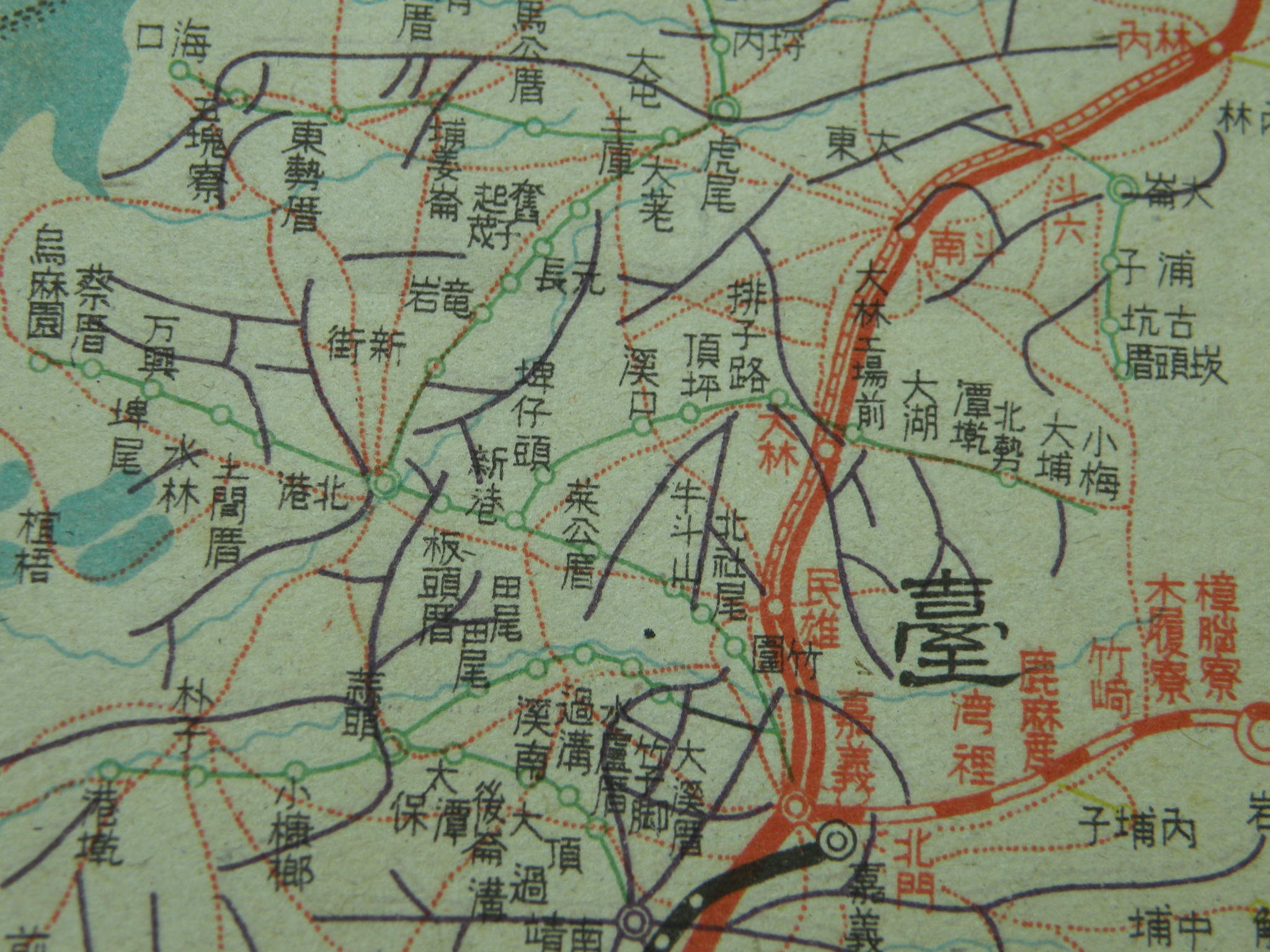
1941年嘉義附近鐵道路線圖

北港線，為位於臺灣嘉義市與雲林縣虎尾鎮間，由臺灣糖業股份有限公司虎尾總廠虎尾糖廠及北港糖廠經營之輕便鐵路，今既廢止。此線曾為臺灣糖鐵業績最佳、也是最後廢止的營業線。

## 簡介
如同其他糖鐵客運路線，定期營業線北港線事實上也是數段糖鐵路線相啣而成。其中北港＝嘉義間稱為嘉義線、虎尾＝北港間稱北港線。官方資料及時刻表中，兩段合稱仍為北港線，當年亦有嘉義虎尾間的直通列車。

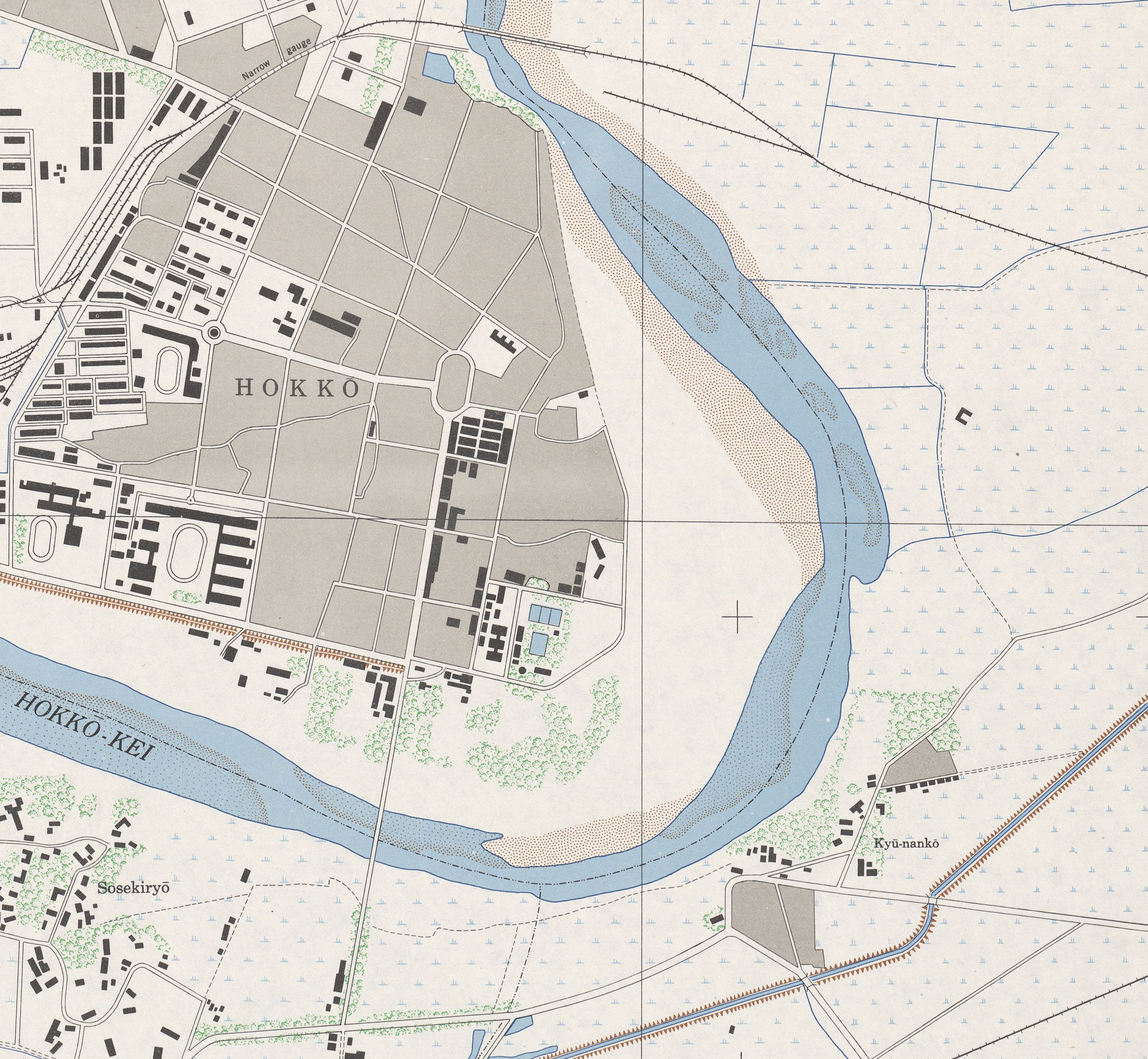
二戰時北港地圖：可見北港溪橋、北港車站股道；圖右下為原料線崙仔線

兩段路線通車於日治時期1911年，當時大日本製糖五間厝（今虎尾）＝北港間、北港製糖北港＝嘉義間先後通車，但分屬不同製糖會社，在北港也有各自之車站、路線不互通。1915年東洋製糖承接北港製糖之事業。後來東糖有鑑於新港車站在市郊，為了客貨運便利，遂變更線路，迂迴進入新港市區。1921年5月10日，改線後的新港車站（當時因位於新巷庄，而稱為『新巷停車場』）啟用。
1927年，東洋製糖又併入大日本製糖，而後進行路線整併、車站合一之工程。1942年北港＝灣仔內間北港溪橋沖毀，當時正有列車經過遂翻落溪中，造成數十死傷。斷橋後，在溪南設立假北港臨時乘降場（位於東石郡六腳庄崙子）作為應急，戰後改稱南北港車站。
1945年二戰結束，日人資產由台灣糖業接收、台灣糖業承襲原有路線。後因民意強烈要求，在1951年修復北港溪橋（現名復興鐵橋）、列車恢復行駛至北港。稍後又開行例如虎尾嘉義間直通車、配合當時北港進香參拜媽祖之熱潮，推出糖鐵罕見的對號列車、僅停新港一站等。
戰後1960年代全盛期北港嘉義間每日載客約五、六千人，平時1日22往復、旺季可達32往復。唯公路交通發達後，1972年停辦虎尾北港間客運、1980年北港嘉義間僅剩1日3往復。1982年全線停駛客運。至此，糖業鐵路74年歷史（1909－1982年）的客運營業線全部廢止，一直到2003年才有其他路線以觀光名義復駛。

## 路線資料
- 經營管轄：臺灣糖業股份有限公司

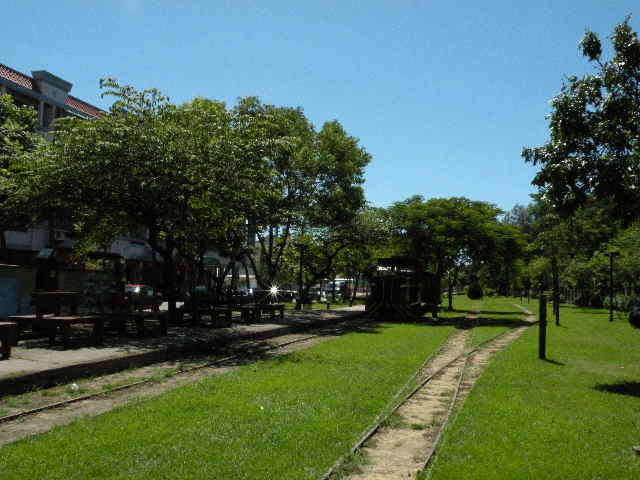
新港車站遺址

- 路線距離：虎尾＝嘉義間45.5km（北港＝嘉義間18.8km）
- 軌距：762mm
- 曾設立車站數：10
- 雙線區間：全線單線
- 電化區間：無
- 備註：

1.自虎尾糖廠出發後於後壁寮站與馬公厝線分歧，而虎尾糖廠至後壁寮之間與馬公厝線屬共線。

2.北港糖廠-下灣子內的北港溪橋（又名復興鐵橋）全長880公尺，為糖鐵第一長橋。

## 車站一覽
嘉義 - 竹圍 - 北社尾 - 溪底寮 - 牛斗山 - 三間厝 - 中洋 - 新港 - 板頭厝 - 灣仔內 - 北港 - 船頭埔 - 新街 - 草湖 - 龍岩 - 元長 - 子茂 - 埤腳 - 奮起 - 興新 - 土庫 - 大荖 - 大屯 - 後壁寮 - 虎尾

## 接續路線
- 嘉義車站：縱貫線、朴子線、阿里山線
- 新港車站：新港線
- 北港車站：口湖線
- 虎尾車站：斗南線、馬公厝線、龍岩線、西螺線、崙背線、莿桐線

## 歷史

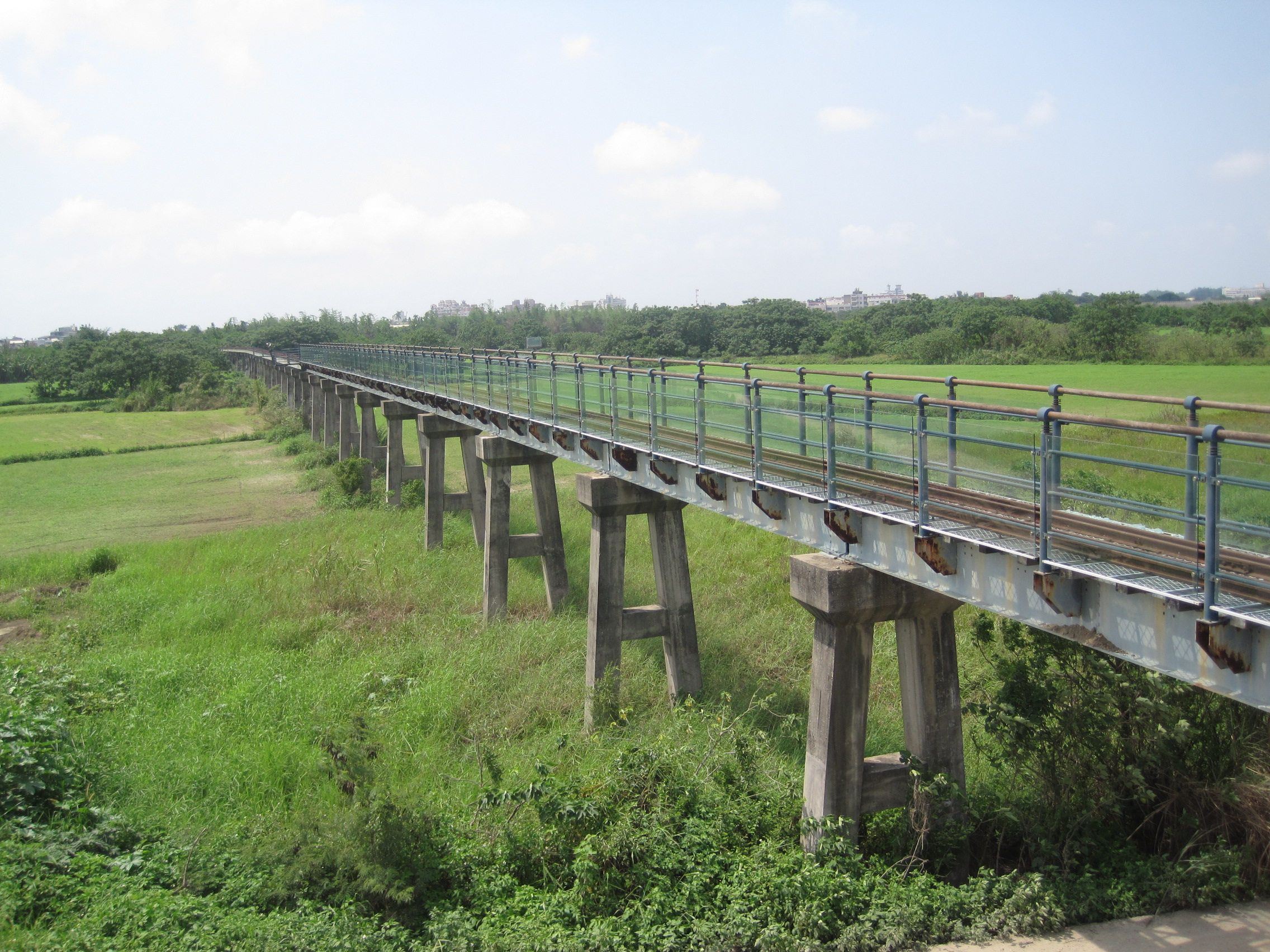
新港端的北港溪鐵橋

- 1911年（明治44年）5月28日：大日本製糖五間厝＝北港間運輸營業開始，設立五間厝、土庫、糞箕湖、元長、北港等站。[6]
- 1911年（明治44年）8月30日：北港製糖嘉義＝北港間運輸營業開始，設立嘉義、北社尾、牛斗山、新港、板頭厝、北港等站。[7]
- 1912年（明治45年）2月3日：北港製糖設置菜公厝乘降場[8]
- 1915年（大正四年）5月16日：北港製糖會社其鐵道三線（嘉義北港間、北港下口湖間、后里庄大甲間）及其製糖事業讓渡予東洋製糖會社[9]
- 1915年（大正四年）10月31日：大日本製糖設置頂藔乘降場[10]
- 1916年（大正五年）11月19日：大日本製糖增設大墩仔、新街庄乘降場[11]
- 1920年：行政區實施五州，地名亦多變革。站名變更計新港→新巷、新街庄→新街、元長→龍岩、頂藔→元長、子茂庄→子茂、糞箕湖→奮起、大墩仔→大屯、五間厝→虎尾。
- 1921年（大正10年）5月10日，改線後的新港車站（當時因位於新巷庄，而稱為『新巷停車場』）啟用[12]。
- 1927年（昭和2年）7月：東洋製糖併入大日本製糖
- 1942年：北港＝灣仔內間北港溪橋沖毀，設立假北港臨時乘降場。
- 1943年：大日本製糖更名大日本製糖興業株式會社
- 1945年：台灣糖業接收日人資產
- 戰後：假北港更名南北港、新巷恢復原名新港。
- 1951年：北港溪橋修復，訂名復興鐵橋
- 1972年：虎尾＝北港間結束客運，列車僅行駛北港＝嘉義間
- 年月日不明：菜公厝車站更名中洋車站
- 1982年8月17日：全線旅客廢止

## 保存情況

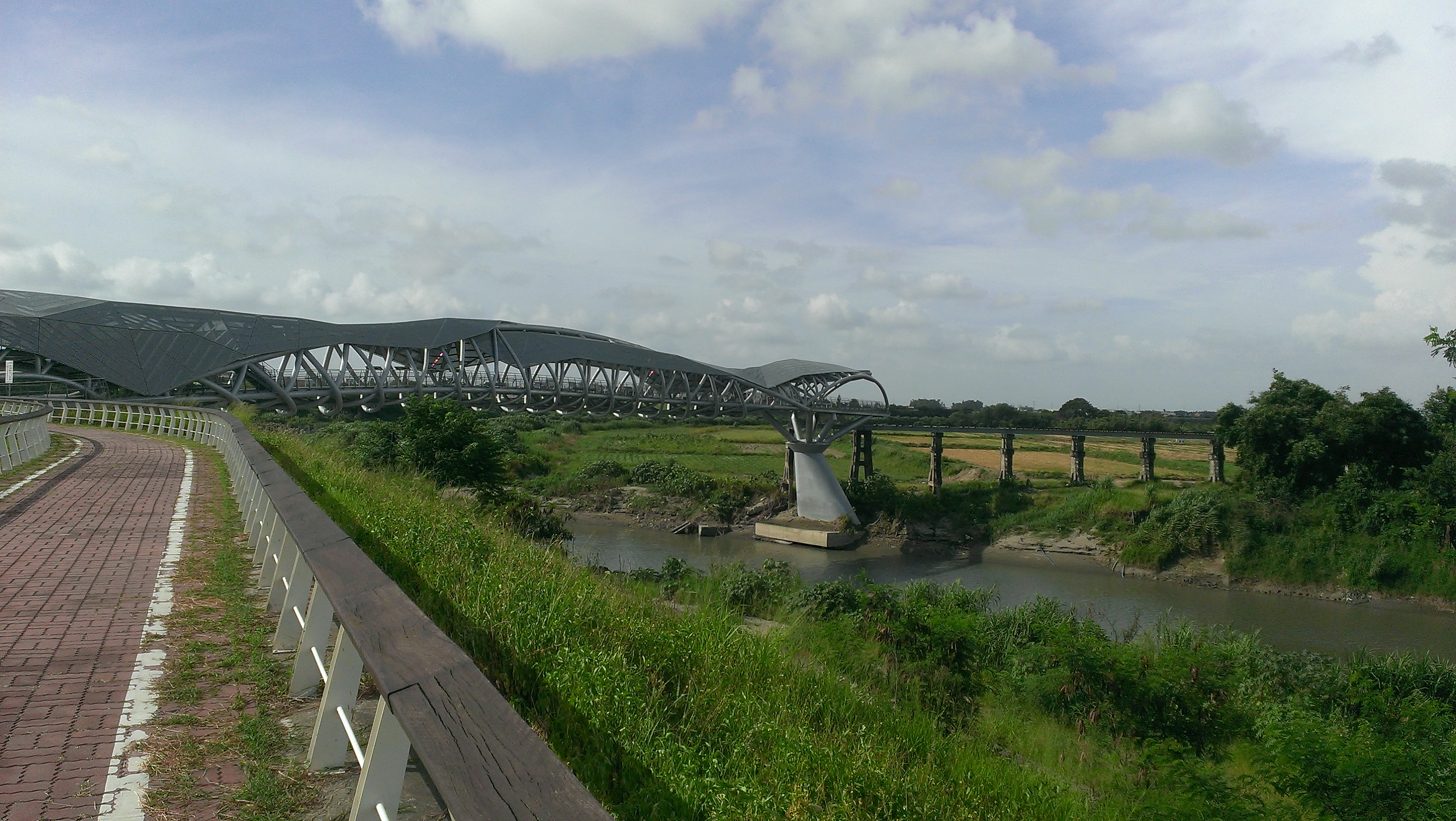
復興鐵橋與新建的跨北港溪人行陸橋

- 嘉義市區路段已全數拆除，現在僅能從道路走向研判路基；新港﹦復興鐵橋間保存較完整。
- 新港車站遺址闢為鐵路公園，月台仍存。
- 板頭厝車站依原貌重建作為觀光用途。灣仔內車站則於原址建立紀念亭。
- 灣仔內﹦南北港間的北港溪復興鐵橋在數年前遭遇洪水，橫跨主流的部分遭沖斷，其餘橋身仍完整，橋的兩端轉為觀光用途。
- 北港鎮內鐵路悉數拆除，改建為人行道或巷弄，車站因道路拓寬已拆除泰半。

## 其他
- 原糖鐵嘉義車站於今日台鐵嘉義車站後站處。當地仍留有「北港車頭」（臺灣閩南語：pak-káng chhia-thâu）之地名，意為往北港的乘車處。

## 外部連結
- 鐵道之路-糖鐵嘉義車站（页面存档备份，存于）
- 台糖鐵路嘉義線探索（页面存档备份，存于）
- 北港線（虎尾─北港）-1972停止客運（页面存档备份，存于）